# A Soldier of the C.S.A.
A Soldier of the C.S.A. è un cortometraggio muto del 1914 diretto da Marshall Farnum.

## Produzione
Il film fu prodotto dalla Selig Polyscope Company.

## Distribuzione
Distribuito dalla General Film Company, il film - un cortometraggio in una bobina - uscì nelle sale cinematografiche statunitensi il 13 febbraio 1914.